# 维斯科斯
维斯科斯（法語：Viscos，法語發音：[viskɔs]）是法国上比利牛斯省的一个市镇，属于阿热莱斯加佐斯特区。

## 地理
维斯科斯（42°54'36"N, 0°2'38"W）面积6.52 平方千米，位于法国奧克西塔尼大區上比利牛斯省，该省份为法国西南部内陆省份，北至热尔省，西接大西洋比利牛斯省，南与西班牙接壤，东临上加龙省。
与维斯科斯接壤的市镇（或旧市镇、城区）包括：谢兹、科特雷、格吕斯、萨佐斯、萨利戈斯、萨利戈斯。
维斯科斯的时区为UTC+01:00、UTC+02:00（夏令时）。

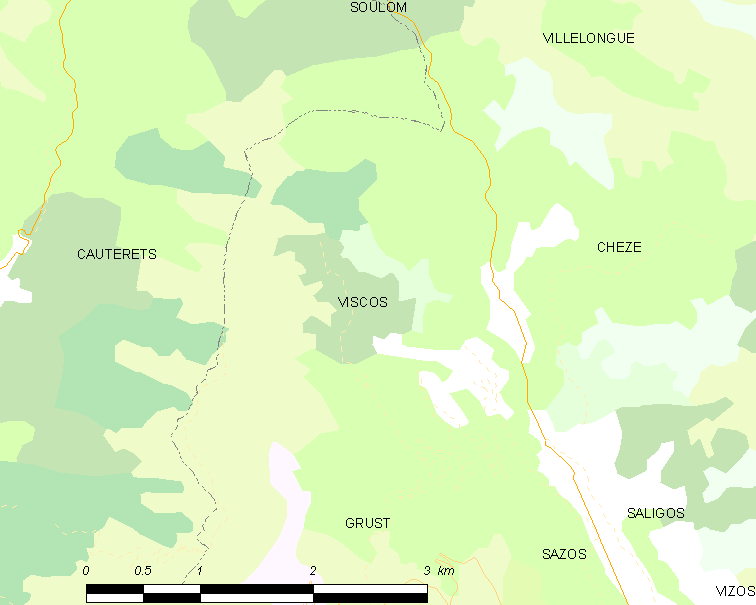
维斯科斯的OSM定位图

## 行政
维斯科斯的邮政编码为65120，INSEE市镇编码为65478。

## 政治
维斯科斯所属的省级选区为激流谷县。

## 人口

1962-2008年间维斯科斯人口变化图示

维斯科斯于2022年1月1日时的人口数量为34人。